# Calenberg-Grubenhagensche Landschaft

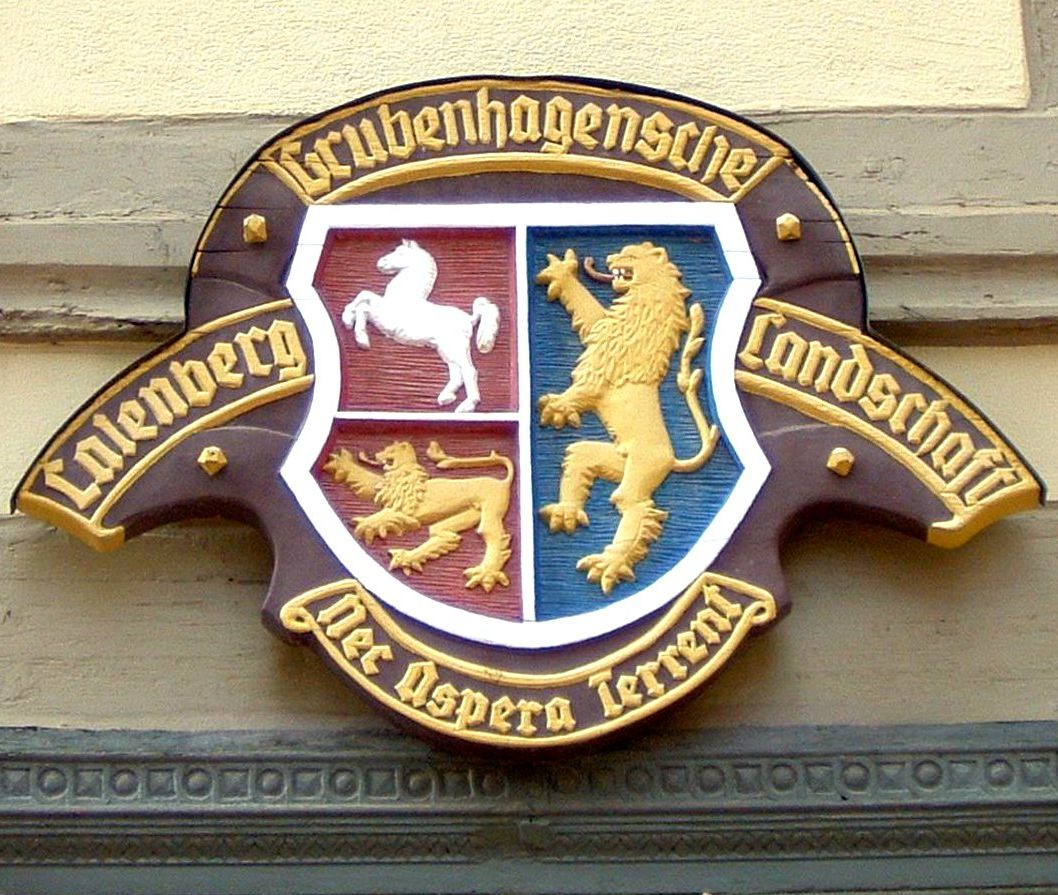
Wappen der Calenberg-Grubenhagenschen Landschaft an einem Gebäude in Göttingen

Die Calenberg-Grubenhagensche Landschaft ist eine Landschaft mit Sitz in Hannover. Sie ist die Vertretung der Landstände des ehemaligen Fürstentums Calenberg-Grubenhagen-Göttingen als Teilterritorium des Herzogtums Braunschweig-Lüneburg.

## Sitz und Geschichte

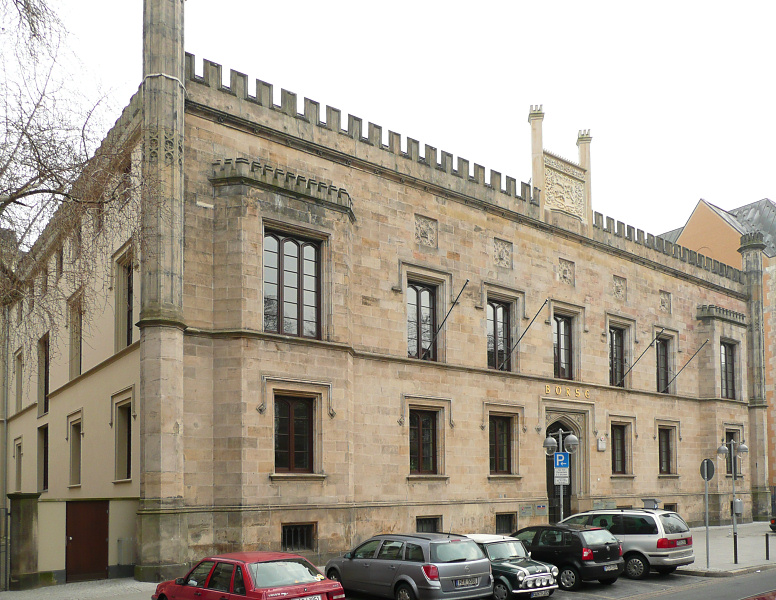
Sitz in Hannover: Das Ständehaus

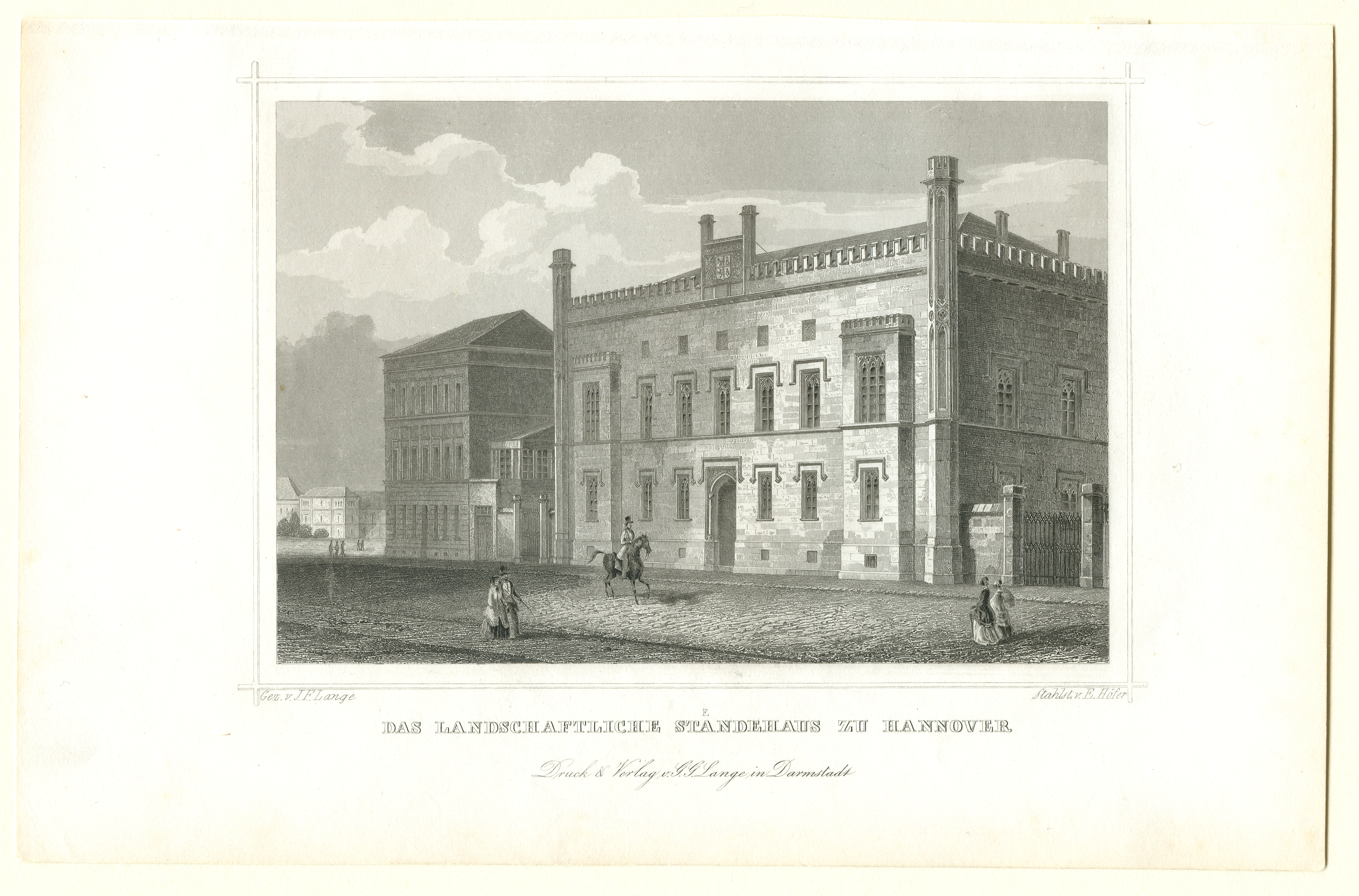
Um 1850: «Das Landschaftliche Staendehaus zu Hannover»; Stahlstich aus dem Hause Gustav Georg Lange.

Wirkbereich der Calenberg-Grubenhagenschen Landschaft (dunkelrot) in Niedersachsen

Die Calenberg-Grubenhagensche Landschaft ist eine historische Landschaft, die aus den Ständevertretungen ehemaliger Fürstentümer hervorgegangen ist.
Sie gehört zu den Landschaften und Landschaftsverbänden in Niedersachsen.
Der Sitz befindet sich in Hannover in einem von Ernst Ebeling entworfenen Gebäude im Tudorstil, das 1846 für die Landschaft errichtet wurde. Seit 1923 ist darin die Börse Hannover untergebracht. Im Zweiten Weltkrieg wurde das Gebäude bei den Luftangriffen auf Hannover schwer beschädigt und 1951 nach Plänen des Architekten Dieter Oesterlen wiederhergerichtet.

## Organisation
Die Calenberg-Grubenhagensche Landschaft ist eine Körperschaft des öffentlichen Rechts. Ihre Mitglieder teilen sich in drei Kurien. Der ersten Kurie gehören die Ritterschaft (Ritterschaft der vormaligen Fürstentümer Calenberg, Grubenhagen und Göttingen) sowie der Herrenstand und die Prälaturen an, der zweiten Kurie die Städte und der dritten Kurie die Grundbesitzer.
- Die Mitglieder der ersten Kurie sind neben der Calenberger Ritterschaft unter anderem der Abt des Klosters Loccum, zwei Landessuperintendenten der Hannoverschen Landeskirche, der Präsident der Klosterkammer Hannover, der Rektor der Universität Göttingen und die Grafen zu Stolberg-Stolberg und Stolberg-Wernigerode.
- Zur zweiten Kurie gehören die vier großen Städte Calenbergs, Hannover, Hameln, Göttingen und Northeim, sowie Einbeck, Osterode am Harz, Duderstadt, Hann. Münden, Bad Münder am Deister, Pattensen, Neustadt/Rübg., Springe, Wunstorf, Eldagsen, Bodenwerder, Rehburg, Moringen, Uslar, Hardegsen, Dransfeld, Hedemünden und Ronnenberg.
- Die 22 Vertreter der dritten Kurie werden im Zusammenwirken der Landwirtschaftskammer Niedersachsen mit den Kreistagen sowie mit der Versammlung der Region Hannover gewählt.

Den Vorsitz der Landschaft hat traditionell der Abt des Klosters Loccum inne, die Rechtsaufsicht liegt beim Niedersächsischen Innenministerium.
Die Calenberg-Grubenhagensche Landschaft ist eine Körperschaft des öffentlichen Rechts und durch Artikel 72 der niedersächsischen Landesverfassung in ihrem Bestand geschützt.

## Aktivitäten
Aus den Erträgen ihres Besitzes, das ist vor allem das Gebäude der Börse Hannover, fördert die Landschaft kulturelle und gemeinnützige Projekte. Zusammen mit den fünf anderen historischen Landschaften im ehemaligen Königreich Hannover sowie der Emsländischen Landschaft nimmt sie ihre Trägerrechte an der Landschaftlichen Brandkasse wahr, dem Mutterunternehmen der VGH Versicherungen. Die Ritterschaft ist darüber hinaus, zusammen mit der Ritterschaft des ehemaligen Hochstifts Hildesheim, Träger des Calenberger Kreditvereins, einer öffentlich-rechtlichen Hypotheken- und Pfandbriefbank. Außerdem ist sie Mitglied im Landschaftsverband Südniedersachsen und Landschaftsverband Hameln-Pyrmont.

## Bekannte Mitglieder
- ab 1888: Georg von Cölln[1]